# María Ángeles Parejo Jiménez
María Ángeles Parejo Jiménez (* 22. März 1969 in Terrassa) ist eine ehemalige spanische Fußballspielerin.

## Karriere

### Vereine
Ángeles Parejo spielte zuletzt im Alter von 19 Jahren für den spanischen Verein CE Sabadell, bevor sie sich nach Italien begab.
Von 1988 bis 2011 kam sie für sechs verschiedene italienische Vereine zum Einsatz und auf Leihbasis im Jahr 1988 für den japanischen Verein Bunnys Gunma FC White Star. Mit zwei Vereinen konnte sie Titel gewinnen; mit dem auf Sardinien ansässigen Sassari Torres CF wurde je viermal die Meisterschaft und der nationale Vereinspokal gewonnen, den sie mit dem ASD Reggiana Calcio während ihrer einjährigen Zugehörigkeit ebenfalls gewann. Aufgrund der errungenen Meisterschaft am Saisonende 2009/10 nahm sie mit ihrem Verein Sassari Torres CF (dem sie in dieser Saison nicht angehörte) am zweiten ausgetragenen Wettbewerb der Champions-League teil. Zum Auftakt der Finalrunde setzte sie sich mit ihrem Verein mit Siegen im Hin- und Rückspiel gegen den FC Zürich durch und kam ein letztes Mal bei der 1:2-Achtelfinal-Hinspielniederlage im eigenen Stadion zum Einsatz.

### Nationalmannschaft
Ángeles Parejo bestritt im Zeitraum von 1988 bis 1999 14 Länderspiele für die A-Nationalmannschaft, für die sie fünf Tore erzielte. Drei davon gelangen ihr während ihrer Teilnahme an der vom 29. Juni bis zum 12. Juli 1997 in Norwegen und Schweden ausgetragenen Europameisterschaft. Im ersten und dritten Spiel der Gruppe A, beim 1:1 gegen die Nationalmannschaft Frankreichs und beim 1:0-Sieg über die Nationalmannschaft Russlands sowie im mit 1:2 verlorenen Halbfinale gegen die Nationalmannschaft Italiens erzielte sie mit jeweils einem Tor die einzigen drei ihrer Mannschaft im Turnier. Im zweiten Gruppenspiel, das mit 0:1 gegen die Nationalmannschaft Schwedens verloren wurde, wirkte sie ebenfalls mit.

## Erfolge
Sassari Torres CF
- Italienischer Meister 1994, 2000, 2001, 2011
- Italienischer Pokalsieger 1991, 1995, 2000, 2001

ASD Reggiana Calcio
- Italienischer Pokalsieger 2010